# Восходское
Восходское (каз. Восходское) — село в Акжарском районе Северо-Казахстанской области Казахстана. Административный центр Восходского сельского округа. Код КАТО — 593435100.
Находится примерно в 40 км к северо-северо-западу (NNW) от села Талшик, административного центра района, на высоте 92 метров над уровнем моря. Код КАТО — 593435100.

## История
Основано в 1954 г. в период освоения целины. В 1962—1997 гг. — центральная усадьба зерносовхоза «Восход».

## Население
В 1999 году население села составляло 849 человек (417 мужчин и 432 женщины). По данным переписи 2009 года, в селе проживало 406 человек (202 мужчины и 204 женщины).